# Iwona Węgrowska
Iwona Węgrowska (née le 17 mai 1982 à Żory), chanteuse polonaise.

## Biographie
Elle possède une voix à 4 octaves et possède la particularité de chanter des chansons en français. Elle était membre du groupe polonais Abra (anciennement connu sous le nom de Abracadabra) jusqu'en 2007. Elle se lance alors dans une carrière solo. Elle a participé 3 fois à des qualifications nationales pour l'Eurovision (avec par exemple la chanson Le Luxe). Elle a aussi chanté avec le groupe Feel une chanson intitulée Pokonaj siebie . Elle lance son premier album solo dénommé Iwona Węgrowska le 28 novembre 2008.

## Discographie

### Albums
- 2004, Abra !
- 2008, Iwona Węgrowska
- 2010, Dzielna

### Single
- 2004, Zwyczajna dziewczyna
- 2004, Mgnienie Oka
- 2005, Le Luxe
- 2006, Blisko tak
- 2008, Pokonaj siebie
- 2008, 4 lata
- 2009, Kiedyś zapomnę
- 2009, Zatem przepraszam
- 2010, Uwięziona
- 2010, Dzielna
- 2012, Jestem https://www.dailymotion.com/video/xpjm3q_jestem-iwona-wegrowska-piosenka-2012-live_music